# Stamknöl

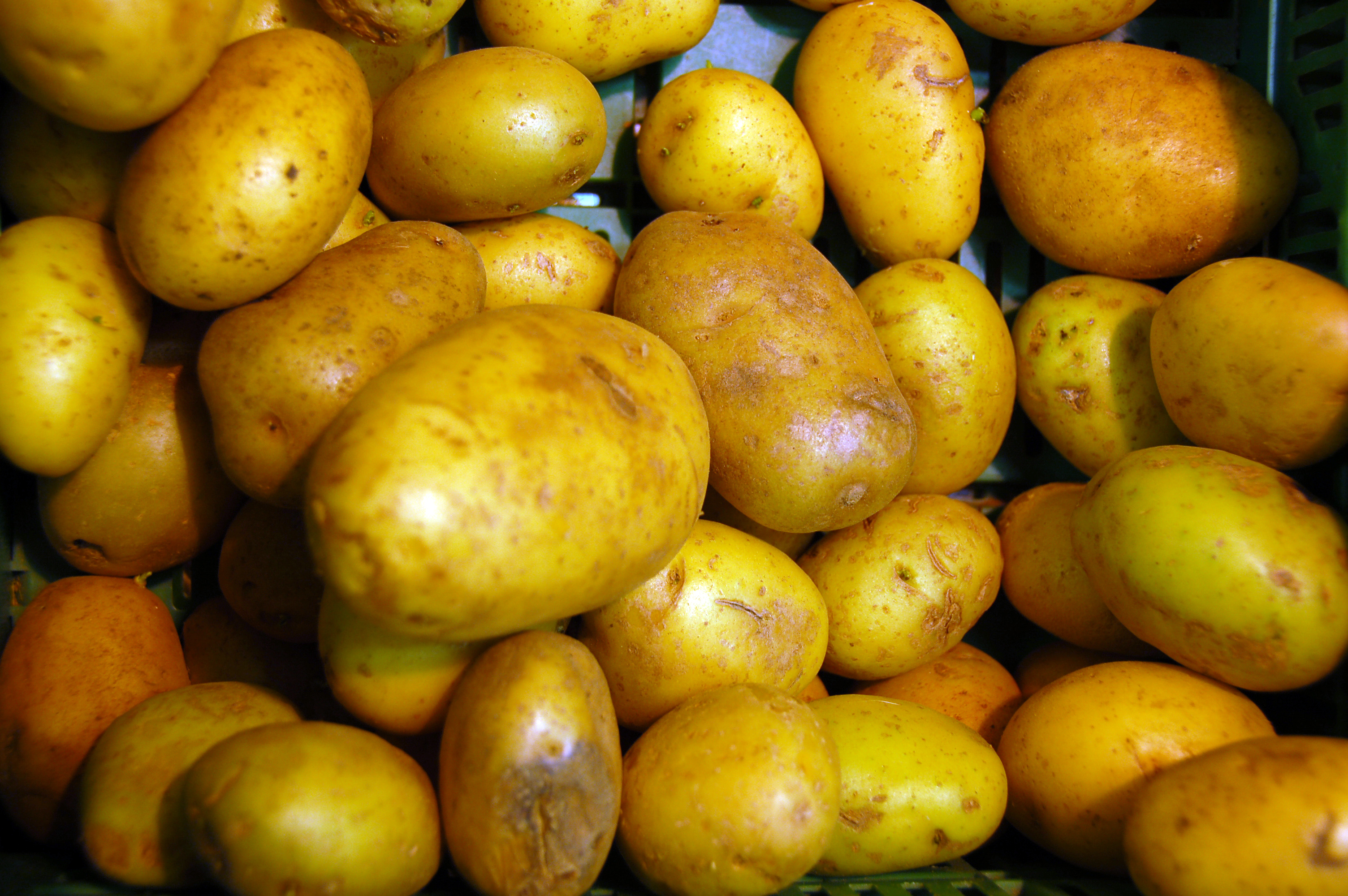
Den del av potatis som nyttjas som livsmedel är i själva verket en stamknöl.

Stamknöl är en hos vissa växter förekommande underjordisk del av en stam som innehåller stärkelse. Stamknölen är en näringsdepå som kan skjuta groddar vid asexuell fortplantning. Vissa stamknölar används som livsmedel, framför allt potatis, men även till exempel stamknölar från jordärtskocka och sötpotatis. Även näckrosväxter har stamknölar, vilka äts av bland annat älgar.